# Карпансаари
Карпансаари (Карпансари, фин. Karpansaari — «горностаевый остров») — остров в северной части Ладожского озера, относится к Ладожским шхерам. Находится на территории Сортавальского района Республики Карелия России. Размеры острова 5 на 3 км.
Остров покрыты лесами с преобладанием хвойных пород деревьев. На острове встречаются луга, являющиеся одной из уникальных экосистем островов ладожских шхер, характеризующиеся богатым и пестрым травостоем (злаки, клевера, колокольчики, лютики, подорожники). Широко представлены скальные сообщества растений, некоторые из которых занесены в Красные книги России и Фенноскандии.
На острове сохранились остатки фундаментов карело-финских домов и хозяйственных построек 1860-х годов.